# Horní Jirčany
Horní Jirčany jsou vesnice a katastrální území v městě Jesenice v okrese Praha-západ ve Středočeském kraji. Leží 1 km jihovýchodně od samotné Jesenice podél silnice II/603. Na západě těsně sousedí s vesnicí Dolní Jirčany, které je částí obce Psáry.

## Historie
Horní Jirčany byly založeny v roce 1785 nedaleko vesnice Jirčany, která se od té doby jmenuje Dolní Jirčany. Horní Jirčany se staly součástí města Jesenice v roce 1976.

## Další fotografie

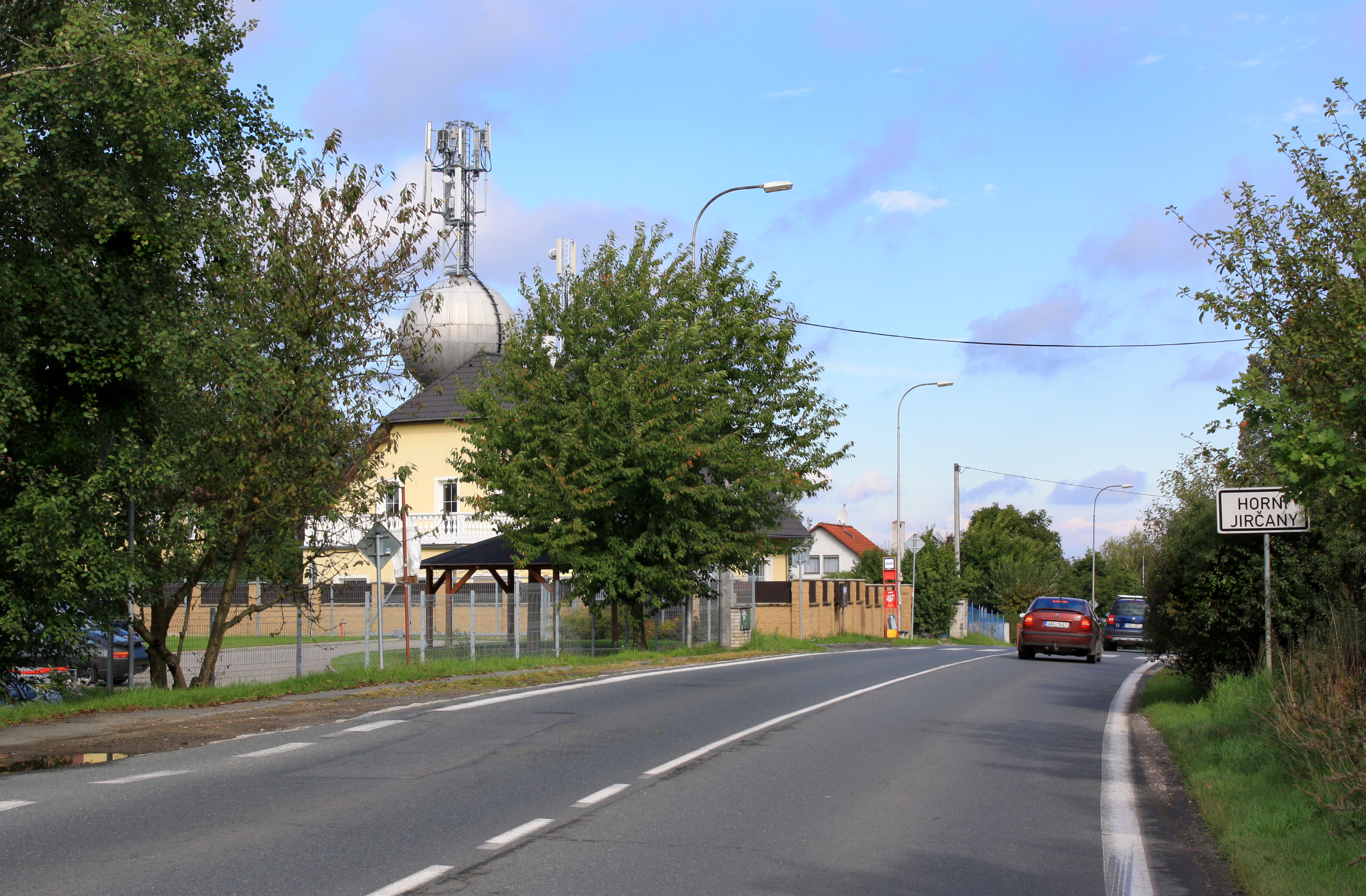
Jižní část vesnice s vodojemem
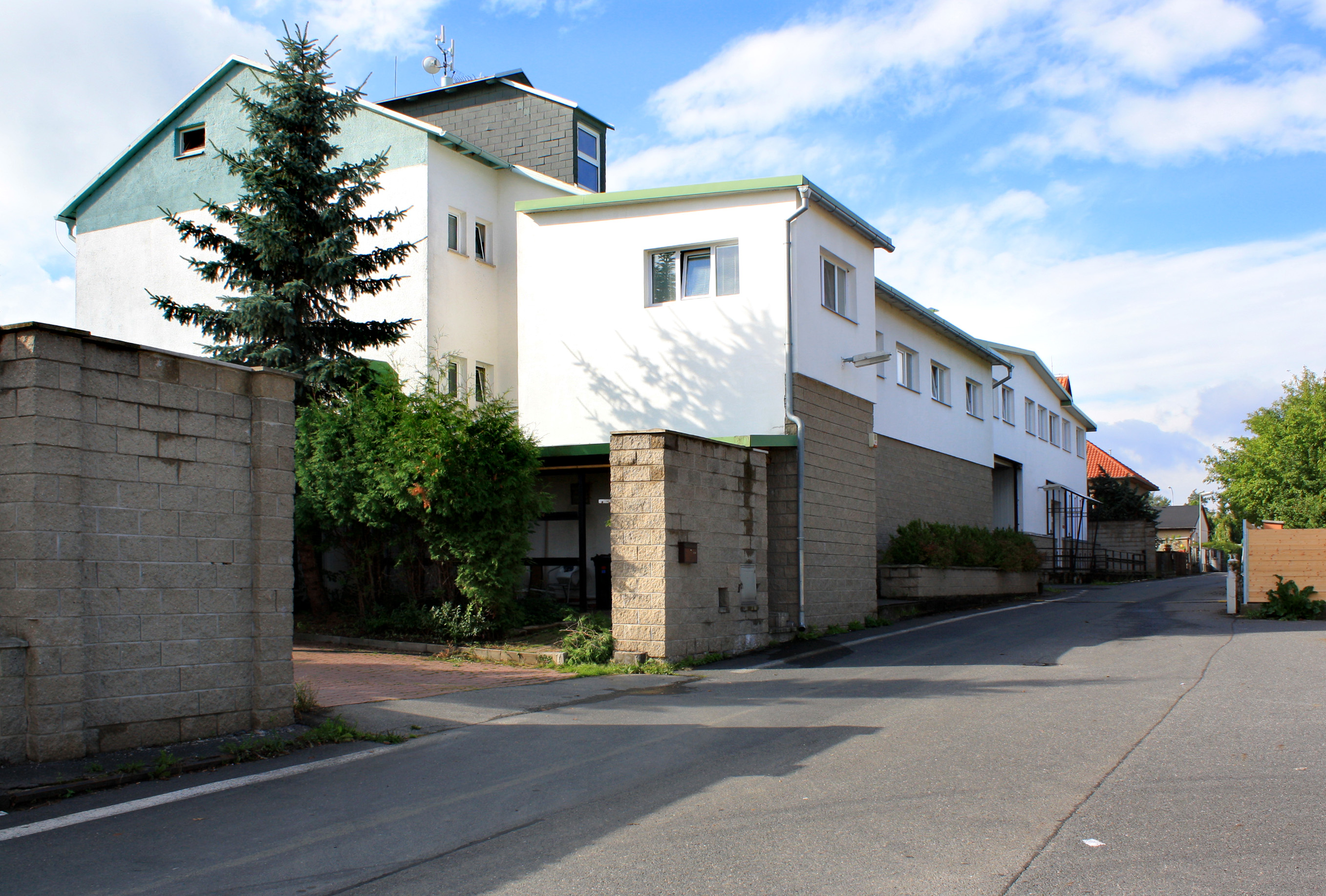
Bezová ulice
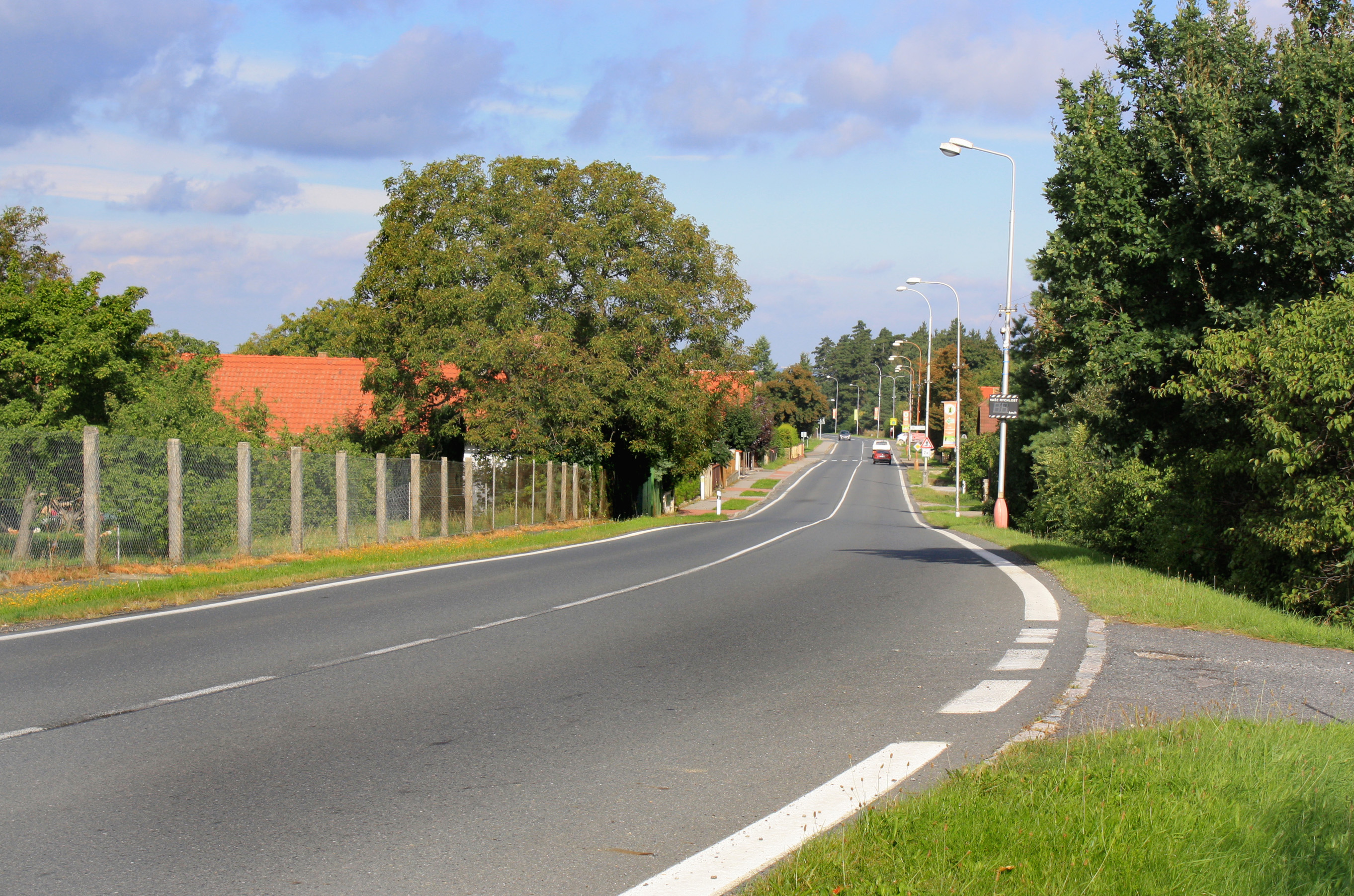
Budějovická ulice – silnice II/603